# Yoji Shinkawa
Yoji Shinkawa (新川洋司?, Shinkawa Yōji; Hiroshima, 25 dicembre 1971) è un character designer e illustratore giapponese, operante nel settore videoludico.
Assunto in Konami nel 1994, è meglio noto come direttore artistico della serie di videogiochi Metal Gear. È stato ingaggiato dallo stesso Hideo Kojima nella realizzazione di Metal Gear Solid. Ha inoltre curato il mecha design di Zone of the Enders.
Nel 2015 ha lasciato Konami per lavorare presso Kojima Productions. Oltre al character design di Death Stranding, Shinkawa ha collaborato con Square Enix per Left Alive.